# Parti démocrate (Chypre)
Pour les articles homonymes, voir Parti démocrate.
Le Parti démocrate (en grec ; To Δημοκρατικό Κόμμα - Dimokratiko Komma, abrégé en DIKO) est un parti politique chypriote centriste fondé en 1976 par Spýros Kyprianoú.

## Histoire
Le DIKO s'oppose à la réunification de l'île.

### Présidents
- 1976 – 2000 : Spýros Kyprianoú
- 2000 – 2006 : Tássos Papadópoulos
- 2006 – 2013 : Marios Karoyian
- Depuis 2013 : Nikolas Papadopoulos

## Résultats électoraux

### Chambre des représentants
| Année | Voix    | %     | Sièges  | Rang |
| ----- | ------- | ----- | ------- | ---- |
| 1976  | 163 207 | 71,20 | 21 / 35 | 1er  |
| 1981  | 56 749  | 19,50 | 8 / 35  | 3e   |
| 1985  | 88 322  | 27,65 | 16 / 56 | 2e   |
| 1991  | 66 867  | 19,55 | 11 / 56 | 3e   |
| 1996  | 60 726  | 16,43 | 10 / 56 | 3e   |
| 2001  | 60 977  | 14,84 | 9 / 56  | 3e   |
| 2006  | 75 429  | 17,92 | 11 / 56 | 3e   |
| 2011  | 63 763  | 15,76 | 9 / 56  | 3e   |
| 2016  | 50 922  | 14,49 | 9 / 56  | 3e   |
| 2021  | 40 395  | 11,29 | 9 / 56  | 3e   |

### Parlement européen
| Année | Voix   | %     | Sièges | Rang | Groupe |
| ----- | ------ | ----- | ------ | ---- | ------ |
| 2009  | 37 625 | 12,28 | 1 / 6  | 3e   | S&D    |
| 2014  | 28 044 | 10,83 | 1 / 6  | 3e   | S&D    |
| 2019a | 38 756 | 13,80 | 1 / 6  | 3e   | S&D    |
| 2024  | 35 815 | 9,72  | 1 / 6  | 5e   | S&D    |

a En alliance avec le Mouvement solidarité.